# Val d'Orcia
Val d'Orcia je oblast v Toskánsku, která je charakteristická svou krajinou. Zdejší vinice, obilná pole i další prvky krajiny se staly námětem mnohých nejen renesančních malířů i moderních fotografů.
Od roku 2004 je krajina součástí světového dědictví.
Oblast má rozlohu 61 188 ha a je pojmenována podle řeky Orcia, krajinnou dominantou je vulkán Monte Amiata. Leží v ní historická města Montalcino a Pienza. K turistickým atrakcím patří středověký hrad Castello di Velona, termální lázně Bagni San Filippo a historická železnice Ferrovia Asciano–Monte Antico. Údolím také procházela významná starověká silnice Via Cassia. Vyskytují se zde chránění živočichové jako užovka pardálí, čolek dravý a želva zelenavá. Obec San Quirico d'Orcia je proslulá cypřišovými háji, dub letní nazvaný Quercia delle Checche se stal prvním památným stromem v Itálii. Veřejná zahrada Horti Leonini je pozoruhodnou ukázkou italské zahradní architektury šestnáctého století. Z regionu pocházejí speciality jako víno s ochrannou známkou DOCG Vino Nobile di Montepulciano, druh těstovin pici, sýr pecorino a plemeno prasat Cinta Senese. Natáčely se zde filmy Bratr Slunce, sestra Luna, Nostalgie a Svůdná krása i televizní seriál Medicejové: Vládci Florencie.